# Fußball-Regionalliga West

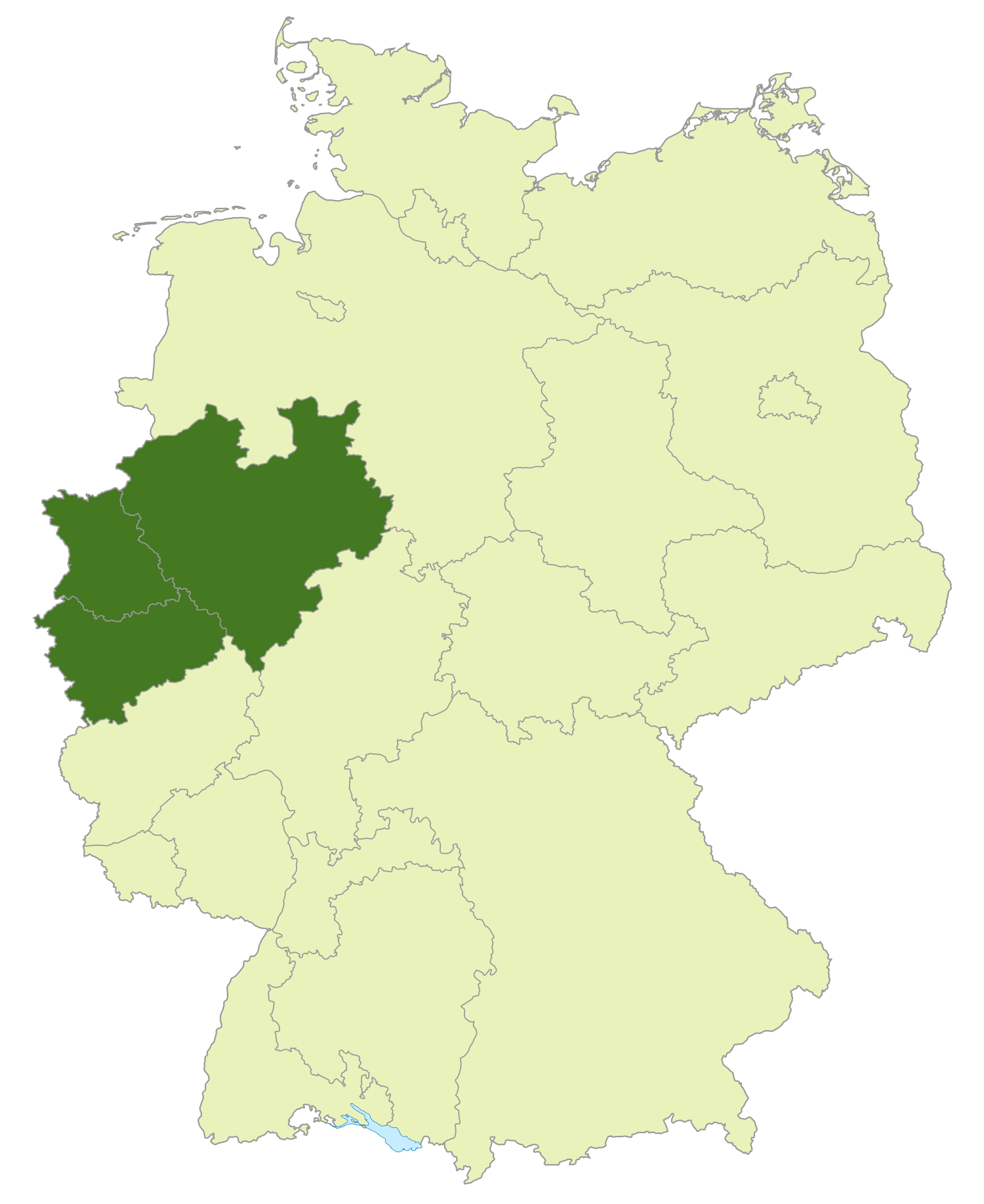
Mapa da associação regional de futebol de Westdeutschland, Alemanha

A Fußball-Regionalliga West é o quarto escalão do sistema de ligas de futebol da Alemanha, constituída pelo estado da Renânia do Norte-Vestfália. É uma das cinco ligas neste escalão, juntamente com a Regionalliga Bayern, Regionalliga Nordost, Regionalliga Südwest e Regionalliga Nord.
A liga foi criada em Agosto de 2008, formada por cinco clubes da região que não alcançaram admissão na 3. Liga, além de treze clubes da Oberliga. O número de clubes participantes foi fixado em dezoito.

## Títulos

### Por temporada
| Temporada | Campeão                     | Vice-Campeão                |
| --------- | --------------------------- | --------------------------- |
| 2008–09   | Borussia Dortmund II        | 1. FC Kaiserslautern II     |
| 2009–10   | 1. FC Saarbrücken           | Sportfreunde Lotte          |
| 2010–11   | Preußen Münster             | Eintracht Trier             |
| 2011–12   | Borussia Dortmund II        | Sportfreunde Lotte          |
| 2012–13   | Sportfreunde Lotte          | Fortuna Köln                |
| 2013–14   | Fortuna Köln                | Sportfreunde Lotte          |
| 2014–15   | Borussia Mönchengladbach II | Alemannia Aachen            |
| 2015–16   | Sportfreunde Lotte          | Borussia Mönchengladbach II |
| 2016–17   | Viktoria Köln               | Borussia Dortmund II        |
| 2017–18   | KFC Uerdingen 05            | Viktoria Köln               |
| 2018–19   | Viktoria Köln               | Rot-Weiß Oberhausen         |
| 2019–20   | SV Rödinghausen             | SC Verl                     |
| 2020–21   | Borussia Dortmund II        | Rot-Weiss Essen             |
| 2021–22   | Rot-Weiss Essen             | Preußen Münster             |

- Equipes promovidas em negrito.